# Körners Vormittag

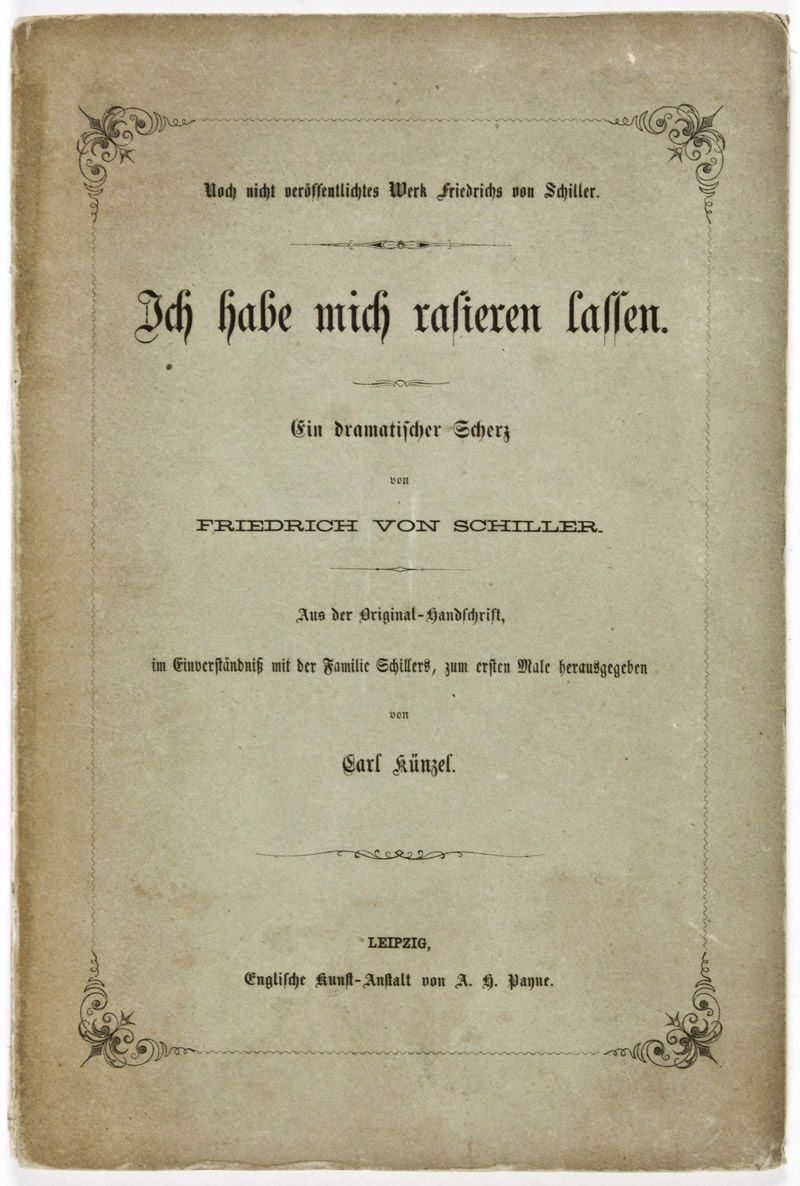
Titelblatt von: Ich habe mich rasieren lassen (1862)

Körners Vormittag ist der Titel der einzigen Komödie von Friedrich Schiller, die er zum 31. Geburtstag seines Freundes Christian Gottfried Körner verfasste. Das Werk entstand vermutlich zwischen dem 5. Juni und dem 2. Juli 1787.
Zu Lebzeiten Schillers wurde der zunächst noch titellose Text nicht publiziert und erst 1862 von Carl Künzel unter dem Titel Ich habe mich rasieren lassen veröffentlicht.
Die für den Hausgebrauch bestimmte possenhafte Gelegenheitsdichtung parodiert den Dresdner Kreis um Körner und dessen Neigung, begonnene Arbeiten nicht oder nur sehr mühsam zu beenden.
Sie zeigt eine gesellige Phase aus Schillers Leben und dokumentiert zugleich ein Stück Alltagsgeschichte des späten 18. Jahrhunderts.

## Inhalt

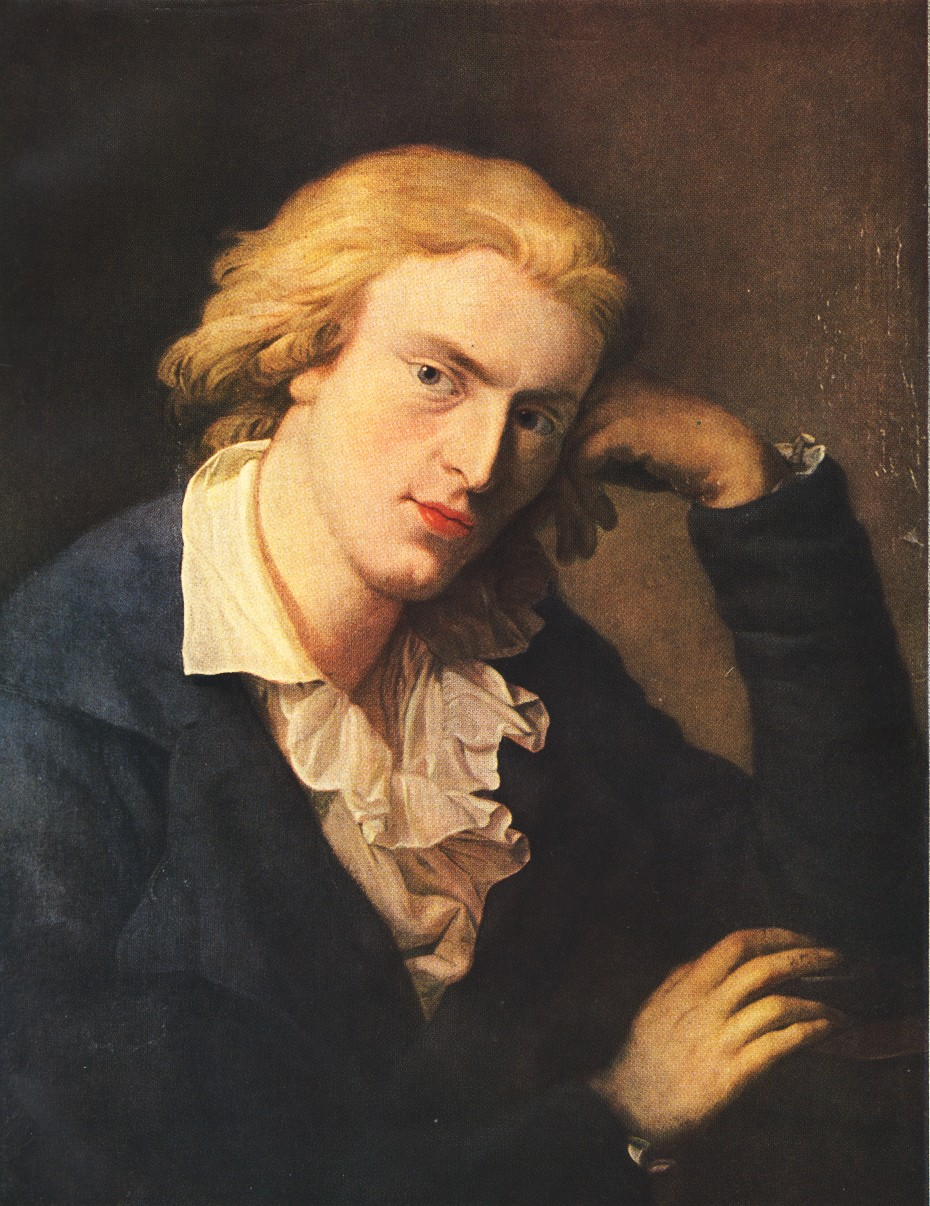
Friedrich Schiller Gemälde von Anton Graff

Das kurze Stück präsentiert einen Ausschnitt aus dem Leben des notorisch überlasteten Oberkonsistorialrats Körner, der anfangs in seinem Studierzimmer in Schlafrock und Pantoffeln zu sehen ist und an einem Manuskript arbeiten will.
Erleichtert, den Vormittag für sich zu haben, ruft er seinen Diener Gottlieb herbei, der ihn rasieren soll. Doch unentwegt klopft es an der Tür, Lieferanten, Schuster, Schneider, Stadtrichter und andere treten auf, bedrängen ihn mit Fragen und Angeboten, verwickeln ihn in hektische Gespräche und lenken ihn ab.
Gleich zu Beginn erscheint Schiller, fragt nach dem Manuskript Raphael (Raphaels Schreiben an Julius) für seine philosophischen Briefe, findet auf dem Schreibtisch aber nur einen unvollständigen Satz. Auf seine Frage „Wo geht’s denn fort?“ antwortet der entnervte Körner: „Das ist alles.“
Im ständigen Wechsel der Figuren verfliegt die Zeit. Körner versucht vergeblich, sich verleugnen zu lassen, seine resolute Frau Minna verteilt Ohrfeigen, mahnt zur Eile und erinnert ihn an eine Sitzung. Gegen Mittag endlich wähnt er sich kurz allein und will seine Hose anziehen, um ins Konsistorium zu eilen, wird dabei aber von Dorchen beobachtet, die schockiert ist und schreiend aus dem Raum läuft. Schließlich ist es ein Uhr, Körner hat die Sitzung versäumt. Minna, Schiller, Dorchen und Huber rufen im Chor, was er denn in Gottes Namen den ganzen Vormittag getan habe. Körner setzt sich in Pose und antwortet: „Ich habe mich rasieren lassen.“

## Entstehung und Veröffentlichung

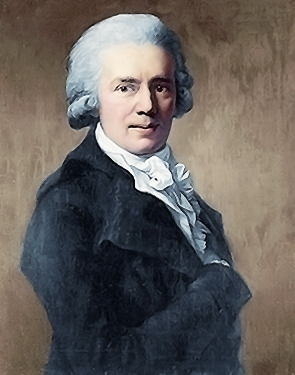
Christian Gottfried Körner (Porträt von Anton Graff)

Da die Flucht der Gräfin de La Motte am 5. Juni 1787 nach England an einer Stelle des Stückes als Neuigkeit erzählt wird („Daß die La Motte echappiert ist, weißt du.“), muss Schiller die betreffende Aussage danach (Terminus post quem) geschrieben und das Werk bis zum 31. Geburtstag Körners fertiggestellt haben.
Der Autor hatte ihm auch in den Jahren zuvor literarische Geburtstagsgeschenke gemacht. 1785, kurz nachdem sie sich kennengelernt hatten, verfasste Schiller das konventionelle Gelegenheitsgedicht Unserm theuren Körner.
Ein Jahr später entwarf er 13 Federskizzen, die sich auf Alltagssituationen bezogen, von Kommentaren Ludwig Ferdinand Hubers ergänzt wurden und als Avanturen des neuen Telemachs oder Exsertionen Körners in Form einer gebundenen Festzeitung überreicht wurden.
Das Stück wurde vermutlich am 2. Juli 1787 im Hause Körners aufgeführt, Schiller war nicht nur Darsteller seiner eigenen Person, sondern auch des Seifenbekannten, während Dora Stock (Dorchen), Minna, Huber und Körner sich selbst darstellten.
Nach dem Tode ihres Mannes verwahrte Maria Körner die Handschrift zunächst, veräußerte sie dann aber 1837 dem Autographenhändler Carl Künzel unter der Bedingung, er möge entweder das ganze Heft oder die Passagen „vernichten, die irgendeine Nuance von Schatten auf Koerner’s oder Schiller’s Charakter werfen.“ Künzel sagte zu, indem er dies und einen persönlichen Schwur auf der letzten Seite niederschrieb: „Dieß schwöre ich zu thun, so mir Gott beistehe. Amen.“
Etwa dreißig Jahre später kam es zu einer Debatte in der Allgemeinen Zeitung, in deren Verlauf man Künzel beschuldigte, der Welt den Komödiendichter Schiller vorzuenthalten. Wegen der zunehmenden Belastungen entschloss er sich endlich, das Werk zu veröffentlichen und wählte dafür den Titel Ich habe mich rasieren lassen. Als Karl Goedeke die Posse in den vierten Band seiner Gesamtausgabe aufnahm, wählte er den heute noch gängigen Titel.

## Hintergrund

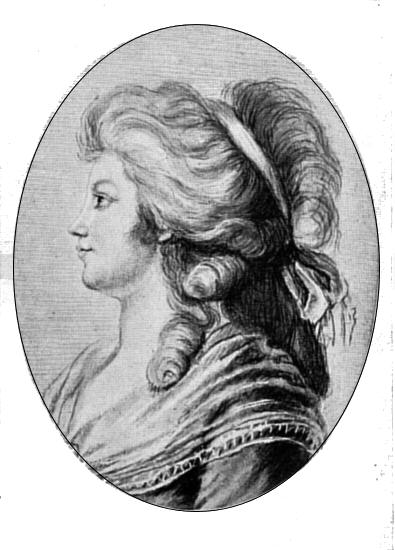
Minna Körner

Mit seinem kurzen Stück parodierte Schiller den Dresdner Kreis um Körner. Kunst und Philosophie treffen unvermittelt auf allerlei Widrigkeiten des Alltags. So will Huber aus seinem Aufsatz über die Verschwörung des Volkstribuns Cola di Rienzo vortragen, wird allerdings vom dazwischenredenden Schuster unterbrochen, der Körner fragt, ob er hohe oder niedrige Absätze wünsche. Hochfahrenden philosophischen Plänen steht das Durcheinander des täglichen Lebens gegenüber, das im Kommen und Gehen zahlreicher Menschen im Chaos zu versinken droht und in der unordentlichen Wohnung mit der herumliegenden Wäsche und den unbezahlten Rechnungen keine Ruhe findet.
Mit seiner Posse bezog Schiller sich auf den von Körner erwarteten Beitrag zu den Philosophischen Briefen, die Ende April 1786 im dritten Heft der Thalia erschienen waren und fortgesetzt werden sollten. Ein Bruchstück des zugesagten Briefes konnte schließlich Anfang Mai 1789 veröffentlicht werden, war aber vermutlich größtenteils von Schiller selbst verfasst worden.
Deutlich erkennbar spielte Schiller auf Körners Schwäche an, Zusagen rechtzeitig zu erfüllen. Seine Passivität und Trägheit, seine „Trödeley“, wie Körner es selbst nannte und beklagte, war auch von anderen Zeitgenossen bespöttelt worden.
Der Aufbau des Stücks ist an die Proverbes dramatiques angelehnt, Einakter mit pointiert-witzigem Stil, die in Frankreich während der Regentschaft des Sonnenkönigs aufkamen und eine These oder bestimmte Lebenshaltung im Verlauf eines Intrigenspiels präsentierten. Sie wurden zunächst lediglich in aristokratischen Salons, später hingegen auch in öffentlichen Theatern am Boulevard aufgeführt. 
Die Stücke schöpften ihre Themen bevorzugt aus der Moralistik, aber auch dem aktuellen politischen Tagesgeschehen, aus Pressemeldungen und selbst Klatschgeschichten und stellten ein Genre dar, das der junge Hugo von Hofmannsthal in seinen lyrischen Dramen Gestern sowie Der Tor und der Tod erneut aufgriff.
Mag Schiller auch keine weiteren eigenen Komödien mehr verfasst haben, blieb dieses Stück nicht seine einzige Erfahrung mit komischen Stoffen. Auf Wunsch des Herzogs Karl August bearbeitete und übersetzte er später zwei Komödien von Louis-Benoît Picard: Encore des Ménechmes (zunächst Die neuen Ménächmen, dann Der Neffe als Onkel) und Médiocre et rampant (zunächst Mittelmaß und Kriecherei oder wie man nach oben kommt, dann Der Parasit oder Die Kunst, sein Glück zu machen). An wenigen Stellen verstärkte er die komischen Effekte, verbesserte unwesentliche Flüchtigkeitsfehler und übertrug das in  Alexandrinern verfasste Original in den bürgerlichen Konversationston. Die relative Bearbeitungstreue ist allerdings weniger philologischer Akribie als schlichtem Zeitmangel zu verdanken. So schrieb er an Körner, Picards Ausführung sei zu trocken, eine weitergehende Bearbeitung hätte ihn aber über Gebühr und für eine im Grunde zweifelhafte Arbeit belastet.

## Besonderheiten und Rezeption
In dem Text finden sich eine Reihe von Interjektionen wie etwa „Schicke!“, „Allzeit!“ und „Natur!“, die lexikalisch nicht verzeichnet sind und auf eine Privatsprache innerhalb des Kreises hindeuten. Schillers Freund Johann Wolfgang von Goethe charakterisierte eine solche Privatsprache als „eine Art Gauneridiom, welches, indem es die Eingeweihten höchst glücklich macht, den Fremden unbemerkt bleibt, oder bemerkt, verdrießlich wird.“
Im Gegensatz zu den älteren Typenkomödien sind die geschilderten „Laster“ eher der Regelfall und nicht mehr die Ausnahme und dienen als Strategien, den Malaisen des Alltags zu entkommen. Vor allem das Geld spielt eine zentrale Rolle in Körners Vormittag, geht es doch unentwegt um bestimmte Rechtsgeschäfte wie Kaufen und Verkaufen, Leihen und Erben. Dass die materiellen Verhältnisse nicht nur den bürgerlichen Alltag, sondern auch die hohe Kunst beeinflussen, wusste auch Schiller, der in Körner einen großzügigen Mäzen gefunden hatte.
Noch vor dem Druck der Komödie entspann sich in der Fachwelt eine kontroverse Diskussion über ihre Bedeutung.
Alfred von Wolzogen sprach vom „einzigen Original-Lustspiel“ Schillers, das einen geschlossenen Blick auf seine „heiter(e) Laune“ biete, mit dem sich das Bild des Dichters vervollständigen lasse. Kuno Fischer hingegen, der nach zentralen Elementen des Komischen im Werk Schiller suchte, warnte vor einer übertriebenen Einschätzung. Die Posse sei „nichts weiter als ein artiger häuslicher Scherz“, den der gut gelaunte Schiller „mit fröhlicher Hand entworfen“ habe.

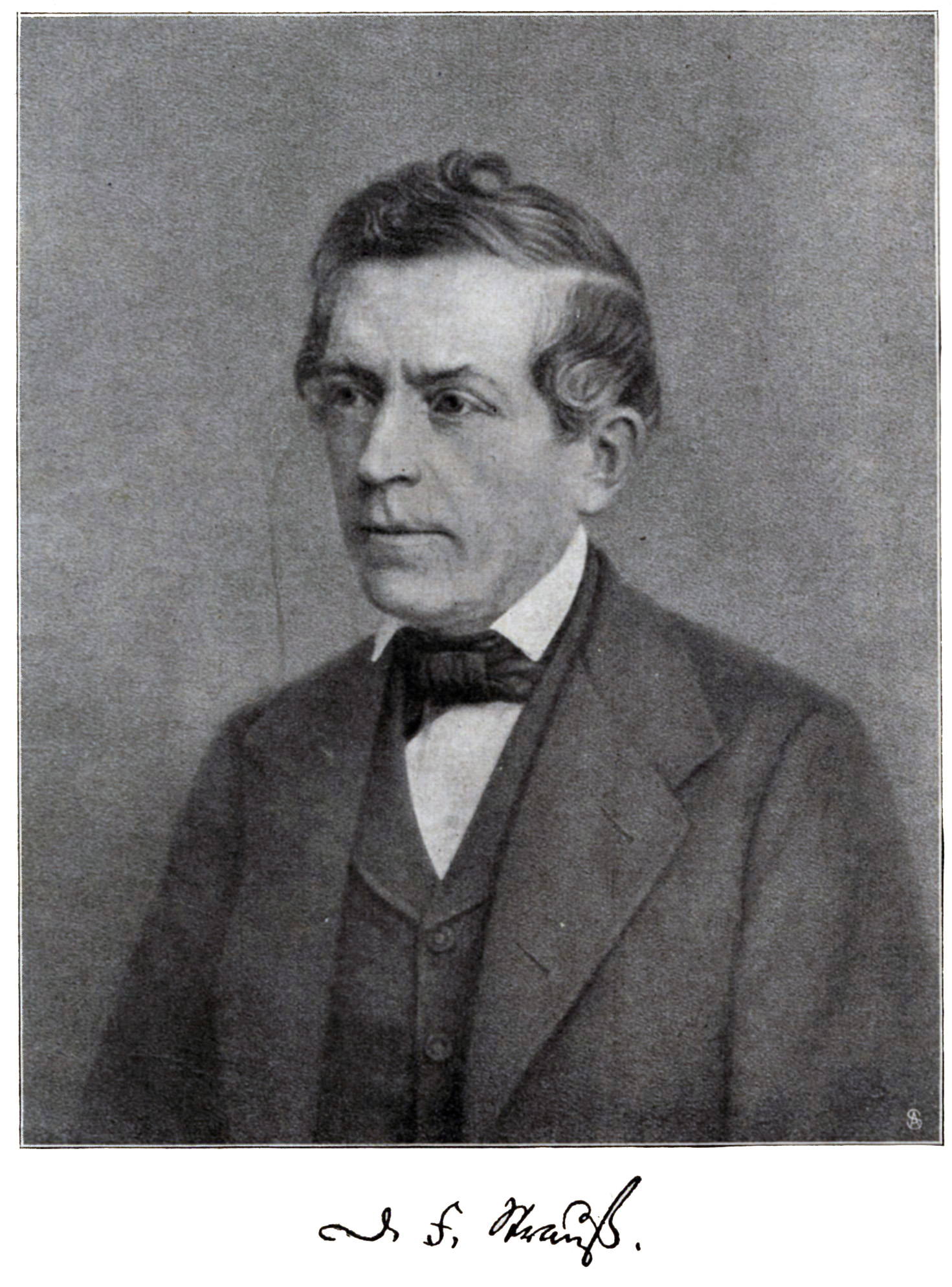
David Friedrich Strauß

Während Maria Körner befürchtete, das harmlose Stück könne Schillers Ansehen schädigen und ihn desavouieren, hielt David Friedrich Strauß derartige Befürchtungen angesichts seiner Größe und Bedeutung für abwegig. Seit seiner „Verklärung“ bleibe „Schiller auch im Schlafrock immer Schiller“. An seiner „hehren Gestalt“ schaue die Welt „gläubig und verehrend“ empor. Auch das Kleine sei wertvoll, zumal es schön sei, den Dichter als einen Menschen zu sehen, der sich „im engen Kreis unter Angehörigen und Freunden ...gemühtlich“ bewege und auch an „kleinen Scherzen und Neckereien seine Freude“ habe.
Carl Künzel reagierte auf die öffentlichen Auseinandersetzungen um das Stück, indem er den Erstdruck mit Ein dramatischer Scherz untertitelte und in der Ausgabe der Neckar-Zeitung vom 16. Januar 1863 schrieb, das Stück sei künstlerisch bedeutungslos und hätte „selbst als Gelegenheitswerk nicht den mindesten Wert“, wenn es nicht aus Schillers Feder stammen und sich nicht auf Körner beziehen würde. 
Diese Einschätzung prägte die Rezeption, bis es in jüngster Zeit zu Versuchen kam, das Werk als literarisch eigenständig zu würdigen und im literaturgeschichtlichen Kontext zu interpretieren.
Für Grit Dommes deuten sich in jenen Passagen, die Körners Entscheidungsschwächen und andere persönliche Probleme ausmalen, bereits die Neurosen des modernen Individuums an. Die Widersprüche zwischen ihm und den gesellschaftlichen Forderungen seien äußerst kompliziert und könnten sich deswegen nicht durch einfache moralische Prinzipien überwinden lassen. Das Carpe diem des Anfangs, die Zeit des Vormittags sinnvoll zu nutzen, erweist sich als so trügerisch, dass Körner ihm am Schluss nur mit „pervertiertem Selbstbewusstsein“ begegnen kann und in bedeutender Pose das Unbedeutende vorbringt: Mit seinem grotesken Hinweis auf die Rasur bestätigt er den Vorwurf der Zeitverschwendung, anstatt ihn zu entkräften.

## Ausgaben
- Friedrich von Schiller: Ich habe mich rasieren lassen: Ein dramatischer Scherz von Friedrich von Schiller. Verlag der Englischen Kunst-Anstalt A. H. Payne 1862